# Подкамень
Подка́мень — посёлок в Золочевском районе Львовской области. Административный центр Подкаменской поселковой общины.

## География
Подкамень расположен на живописном взгорье посреди возвышенности на пограничье этнографических Волыни и Подолья. Территория Подкаменского поселкового совета находится в пределах Вороняцкого и Кременецкого кряжей, которые тянутся с запада к востоку, напоминая горный хребет с высотами, которые превышают 400 м над уровнем моря. К югу от Подкаменя находится гряда Подольских Товтр, называемых также Медоборами. В окрестностях посёлка находится памятник природы — 16-метровая скала-останец Камень, также называемая «Чёртов камень».
Через Подкамень протекает река Подкаменка. Ближайшая железнодорожная станция — Броды.

## История
Благодаря географическому расположению и климату, благоприятному для проживания людей, наличию водных источников, плодородных почв, богатому растительному и животному миру, территория вокруг Подкаменя привлекала к себе человека с древних времен.
В окрестностях Подкаменя, у подножия скалы Камень, были найдены фрагменты посуды, которые принадлежат периоду высоцкой культуры раннежелезного времени (XI—VII века до н. э.) и периоду Галицко-Волынского княжества (XI—XIII века). Это свидетельствует об использовании Камня в роли идола, оберега местных жителей и земли от всего злого, а после принятия христианства — в качестве наскального храма-крепости. В западной стороне Камня сделана ниша в форме стилизованного сердца, которая могла использоваться для языческих обрядов. На вершине кварцевого песчаника выдолблены 6 ям-могил глубиной 0,4 — 0,6 м. Многочисленные пазы и углубления, которые удерживали деревянные конструкции, напоминают систему застройки карпатских крепостей Тустань и Бубнище. Исследования показывают, что в период Галицко-Волынского княжества на Камне была построена церковь оборонного характера.
Возможно, из славянских времён происходит и древнее название горы, где сейчас возвышается монастырь — «Рожаница». В глубине Рожаницкой горы, к востоку от Камня, находятся две пещеры со следами человеческой деятельности. Исследованиями Бродовского краеведческого музея в 2001 году установлено, что они имели естественное происхождение и в древности могли использоваться в качестве пещерных церквей или часовен. Однако, в начале XVIII ст. оттуда начали добывать камень для сооружения монастырских оборонных укреплений, вырезая его с помощью пил и откалывая железными и деревянными клиньями.
Напротив Камня, на холме, находится бывший римско-католический доминиканский монастырь «Успения Пресвятой Богородицы, Креста Господнего, апостолов Петра и Павла и всех святых», ныне — монастырь «Происхождения Дерева Креста Господнего» Украинской греко-католической церкви.
В 1569 г. Подкамень получил Магдебургское право и стал городом.